# تودد (اسم)
تودد هو اسم علم مؤنث من أصل عربي، ومعناه هو الاكتمال؛ ويطلق على قمر ليلة منتصف الشهري القمري القمر التمام أي البدر.

## وصلات خارجية
- موسوعة السلطان قابوس لأسماء العرب نسخة محفوظة 5 أبريل 2019 على موقع واي باك مشين.